# زیبارویان چرکسی

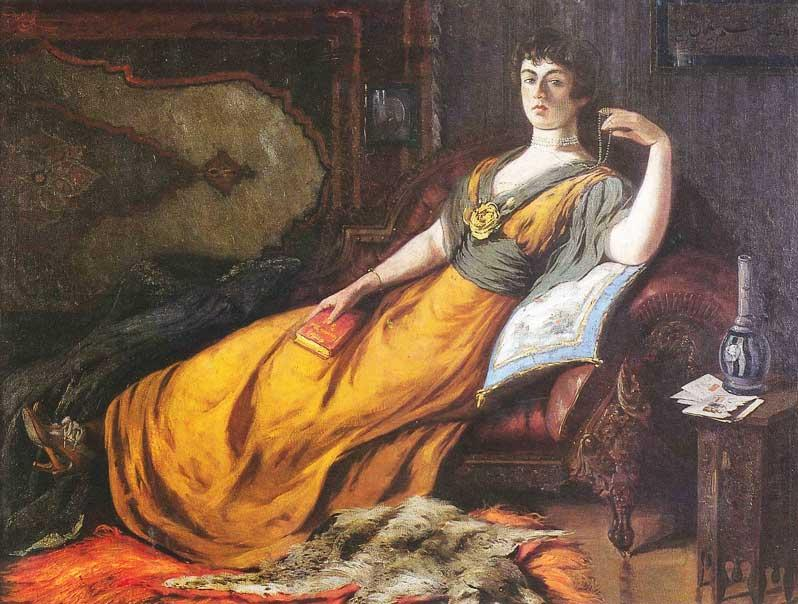
نقاشی اثر سلطان عبدالمجید دوم عثمانی که زیباروی چرکسی خود (شاه‌سوار سلطان) را به تصویر کشیده‌است.

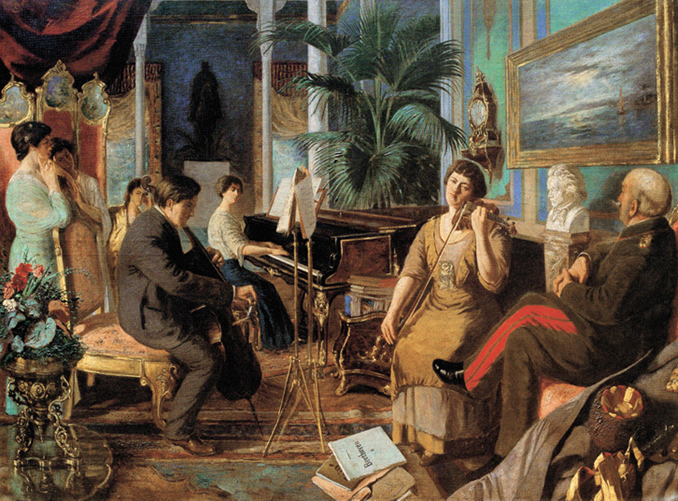
زن نجیب‌زاده چرکسی در حال نواختن ویولن در کاخ تابستانی عثمانی.

زیباروی چرکسی عبارتی است که برای اشاره به یک تصویر ایدئال از زنان چرکس از شمال غربی قفقاز استفاده می‌شود. یک سنت ادبی تقریباً وسیع وجود دارد که زنان چرکسی را با زیبایی غیرعادی، سرزندگی و برازندگی متصور می‌شود به همین دلیل به عنوان رفیقه مورد پسند بوده‌اند.
این شهرت به اواخر قرون وسطی بر می‌گردد، زمانی که سواحل چرکسی محلی پر رفت‌وآمد برای تجّاری که از جنوا می‌آمدند بود و مؤسس خاندان مدیچی یک پسر نامشروع از یک برده چرکسی داشت. در طول حکومت‌های امپراتوری عثمانی، صفویان و قاجاریه، زنان چرکسی به عنوان برده در حرمسرای سلطان‌ها و شاهان زندگی می‌کردند و شهرتشان برای زیبایی بسیار و وقار پرورش دادند که این امر تبدیل به یک نکته معمول در کارهای مستشرقین غربی گشت.
در نتیجه این شهرت در اروپا و آمریکا چرکسیان اغلب به عنوان آرمانی از زیبایی زنانه در شعر و هنر شناخته می‌شدند. لوازم آرایشی و بهداشتی، در قرن ۱۸ با استفاده از کلمه «چرکسی» در عنوان یا ادعای این که این محصول بر اساس مواد مورد استفاده توسط زنان چرکسی ساخته شده، تبلیغ می‌شدند.
در پی آن، همسر بیشتر سلطانهای عثمانی چرکسیان مسلمان شده بودند. مانند چند والده سلطان مانند: پرستو والده سلطان، پرتونهال والده سلطان، شوق‌افزا والده سلطان، تیرمژگان سلطان، نکهت‌سزا باش‌خانم افندی و دیگر زنان مهم دربار مانند شمس‌رخسار خاتون، ساچ باغلی سلطان، خاصگی سلطان‌ها مانند ماه‌دوران سلطان، هماشاه سلطان و معزز سلطان همچنین باش‌قادین‌افندی‌ها شامل بدرفلک اول، بیدار دوم، کام‌اورس اول، ثروت‌سزا اول و همچنین قادین‌افندی‌ها بزم‌آرا ششم، دزددل سوم، حیران‌دل دوم، میل‌ثروت چهارم، مهرانگیز دوم، نسرین سوم، نورافسون دوم، رفتاردل دوم، شایان سوم و نرگس چهارم علاوه بر آنان اقبال‌ها (زنان رتبه دار در دربار) که مهمترین آنان گوهرریز دوم، جیلان‌یار، دلفریب اول، نالان‌دل سوم و نرگس چهارم به علاوه زنان محبوب دربار مثل دردانه اول، حسن‌جانان سوم، صاف‌درون چهارم و بسیاری دیگر. دوران طلایی زیبارویان چرکسی را می‌توان بین دهه ۱۷۷۰، زمانی که روس‌ها به خانات کریمه حمله کردند و تجارت زنان برده در شرق اروپا را منقطع ساختند که موجب افزایش تقاضا برای زنان چرکسی در حرم‌سراها شد و دههٔ ۱۸۶۰ که روسها چرکسیه را از بین بردند.